# Elecciones al Congreso de los Diputados de noviembre de 2019 (Cádiz)
Las elecciones al Congreso de los Diputados de noviembre de 2019 se celebraron en la provincia de Cádiz el domingo 10 de noviembre, como parte de las elecciones generales convocadas por Real Decreto dispuesto el 24 de septiembre de 2019 y publicado en el Boletín Oficial del Estado el mismo día. Se eligieron los 9 diputados del Congreso correspondientes a la circunscripción electoral de Cádiz, mediante un sistema proporcional (método d'Hondt) con listas cerradas y un umbral electoral del 3%.

## Resultados
Los comicios depararon 3 escaños al Partido Socialista Obrero Español, 2 escaños a Vox y al Partido Popular y 1 escaño a la coalición Unidas Podemos y a Ciudadanos-Partido de la Ciudadanía. Los resultados del escrutinio completo y definitivo se detallan a continuación:
| Candidatura                                          | Candidatura                                          | Votos     | %                                      | Escaños                                |
| ---------------------------------------------------- | ---------------------------------------------------- | --------- | -------------------------------------- | -------------------------------------- |
|                                                      | Partido Socialista Obrero Español (PSOE)             | 188 271   | 31,02                                  | 3                                      |
|                                                      | Vox (Vox)                                            | 131 205   | 21,62                                  | 2                                      |
|                                                      | Partido Popular (PP)                                 | 111 089   | 18,31                                  | 2                                      |
|                                                      | Unidas Podemos (Unidas Podemos)                      | 93 541    | 15,41                                  | 1                                      |
|                                                      | Ciudadanos-Partido de la Ciudadanía (Ciudadanos)     | 55 490    | 9,14                                   | 1                                      |
|                                                      |                                                      |           |                                        |                                        |
| Más País-Equo (Más País-Equo)                        | Más País-Equo (Más País-Equo)                        | 11 316    | 1,86                                   | 0                                      |
| Partido Animalista Contra el Maltrato Animal (PACMA) | Partido Animalista Contra el Maltrato Animal (PACMA) | 8437      | 1,39                                   | 0                                      |
| Andalucía por Sí (AxSí)                              | Andalucía por Sí (AxSí)                              | 3509      | 0,58                                   | 0                                      |
| Partido Comunista Obrero Español (PCOE)              | Partido Comunista Obrero Español (PCOE)              | 1739      | 0,29                                   | 0                                      |
| Recortes Cero-Grupo Verde (Recortes Cero-GV)         | Recortes Cero-Grupo Verde (Recortes Cero-GV)         | 915       | 0,15                                   | 0                                      |
| Por Un Mundo Más Justo (PUM+J)                       | Por Un Mundo Más Justo (PUM+J)                       | 707       | 0,12                                   | 0                                      |
| Partido Comunista de los Pueblos de España (PCPE)    | Partido Comunista de los Pueblos de España (PCPE)    | 639       | 0,11                                   | 0                                      |
| Votos en blanco                                      | Votos en blanco                                      | 9221      | 1,50                                   | n/a                                    |
| Votos válidos                                        | Votos válidos                                        | 616 079   | 100,00                                 | 9                                      |
| Votos nulos                                          | Votos nulos                                          | 8116      | Participación: · \| \| 62,28 % \| 7,08 | Participación: · \| \| 62,28 % \| 7,08 |
| Votantes                                             | Votantes                                             | 624 195   | Participación: · \| \| 62,28 % \| 7,08 | Participación: · \| \| 62,28 % \| 7,08 |
| Electores                                            | Electores                                            | 1 002 295 | Participación: · \| \| 62,28 % \| 7,08 | Participación: · \| \| 62,28 % \| 7,08 |
|                                                      | 62,28 %                                              |           |                                        |                                        |

## Diputados electos
Relación de diputados electos:
| N.º | Nombre                             | Lista | Lista          |
| --- | ---------------------------------- | ----- | -------------- |
| 1   | Fernando Grande-Marlaska Gómez     |       | PSOE           |
| 2   | Eva Bravo Barco                    |       | PSOE           |
| 3   | Juan Carlos Campo Moreno           |       | PSOE           |
| 4   | Agustín Rosety Fernández de Castro |       | Vox            |
| 5   | Carlos José Zambrano García-Raez   |       | Vox            |
| 6   | María José García-Pelayo Jurado    |       | PP             |
| 7   | José Ortiz Galván                  |       | PP             |
| 8   | Noelia Vera Ruiz-Herrera           |       | Unidas Podemos |
| 9   | María del Carmen Martínez Granados |       | Ciudadanos     |